# AMD Am386
Die Prozessoren der Am386-Reihe sind x86-Prozessoren mit 32-Bit-Architektur und eine Kopie des Intel 80386 bzw. i386. Im Gegensatz zum späteren Am486 ist der Am386 noch eine vollständige Kopie des i386 und beinhaltet keinerlei Eigenentwicklung von AMD.
Es gibt ihn in diversen Varianten und auch der höchst getaktete 80386 befindet sich unter diesen CPUs. Die Taktraten betragen 16 bis 40 MHz und AMD konnte so erstmals Intel in der Taktrate übertreffen. Teilweise benötigen die CPUs nicht einmal einen Kühlkörper. Aufgrund des günstigen Preises wurde dieser Am386DX-40 zu einer sehr verbreiteten und populären CPU Anfang der 1990er-Jahre.

## Rechtsstreit mit Intel
Dem Erscheinen der CPU im Jahre 1991 (fünf Jahre nach dem Intel i386) ging ein langjähriger Rechtsstreit voraus, in dem Intel AMD an der Auslieferung des Am386 hindern wollte. Hintergrund war ein Fertigungsabkommen zwischen Intel und AMD – welches unter Druck von IBM zustande kam und auch noch mit anderen Halbleiterherstellern bestand – das es AMD erlaubte, Kopien der Intel-CPUs unter eigenem Namen zu fertigen und zu verkaufen. Mit der Einführung der 80386-Generation verweigerte Intel aber AMD die nötigen Fertigungsunterlagen mit dem Hinweis, dass das Abkommen nur bis 80286 gültig gewesen sei und ging gerichtlich gegen den einstigen Partner vor. Schließlich gewann AMD den Rechtsstreit und durfte den Am386 ausliefern.

## Architektur

### Am386DX
- max. adressierbarer Speicher: 4 GB
- Verarbeitungsbreite: 32 Bit
- Datenbus: 32 Bit
- Adressbus: 32 Bit

### Am386SX
- max. adressierbarer Speicher: 16 MB
- Verarbeitungsbreite: 32 Bit
- Datenbus: 16 Bit
- Adressbus: 24 Bit

Durch den externen 16-Bit-Datenbus ist die Verwendung billiger 80286-Chipsätze möglich.

## Modelldaten

### Am386DX/DXL/DXLV

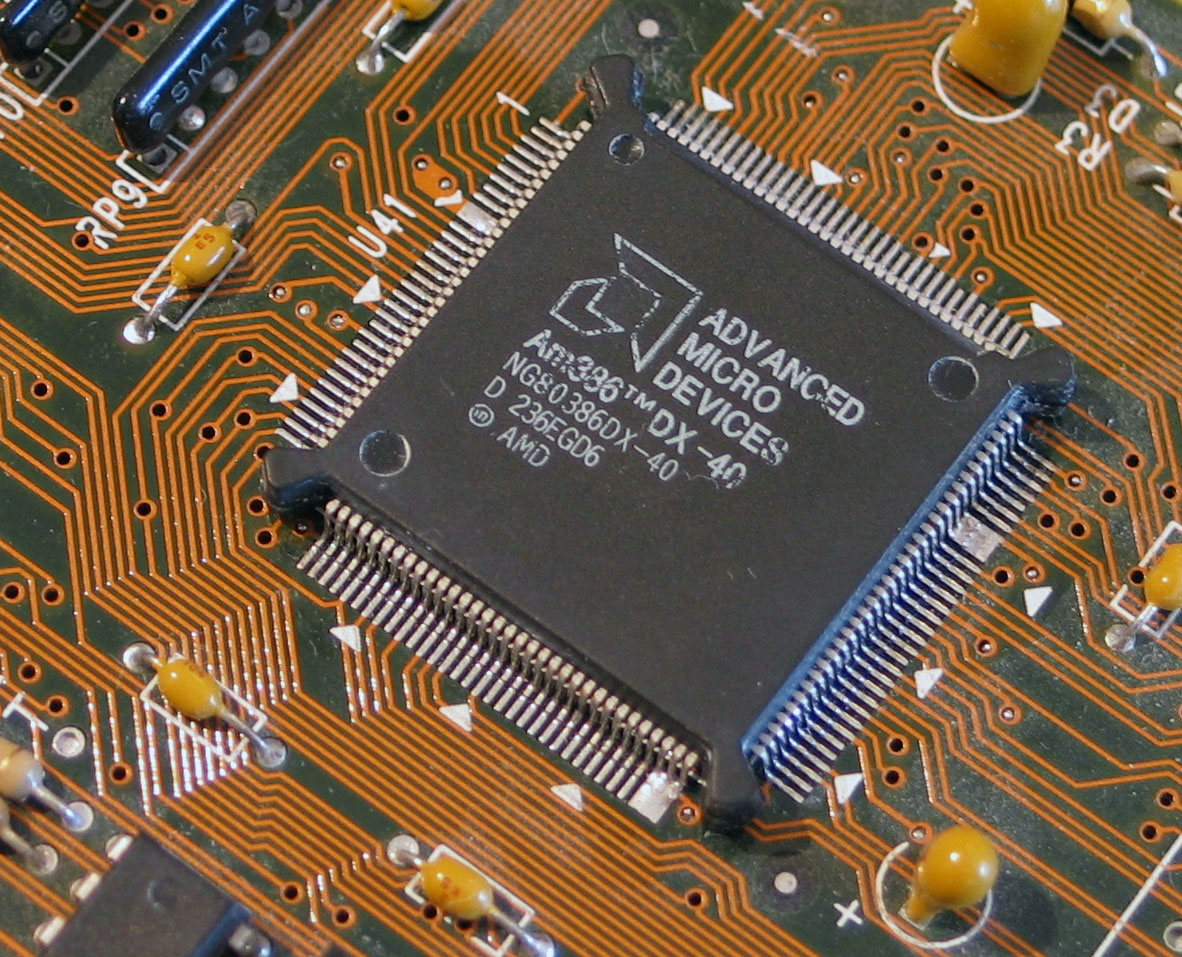
Am386DX-40

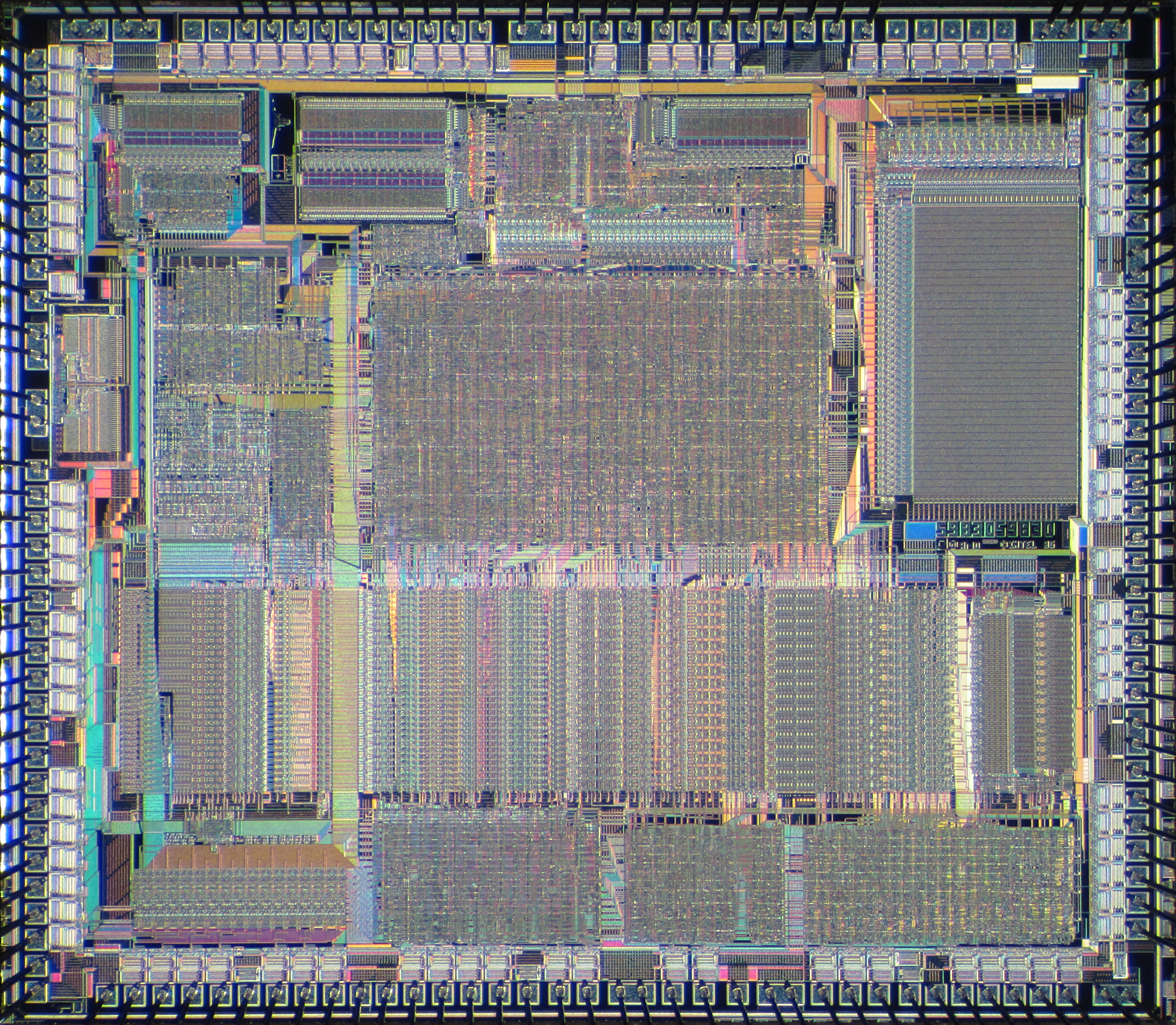
Die eines AMD Am386 DX/DXL-40

Der Am386DX entspricht vollständig dem Intel i386DX.
Technische Daten
- Am386DXL: Low-Power-Variante mit Standby-Mode und static clock/static core
- Am386DXLV: Low-Voltage-Variante mit zusätzlichem System Management Mode, sonst wie Am386DXL
- L1-Cache: nicht vorhanden
- L2-Cache: vom Mainboard abhängig
- Bauform: PQFP mit 132 Pins oder PGA mit 132 Pins
- Betriebsspannung (VCore):
  - Am386DX und Am386DXL: 5V
  - Am386DXLV: 3,3V bis 4,5V
- Erscheinungsdatum:
  - Am386DX und Am386DXL: März 1991
  - Am386DXLV: Oktober 1991
- Fertigungstechnik: 1,5 µm
- Die-Größe: 104 mm² bei 275.000 Transistoren (Gewicht: 16g)
- Taktraten:
  - 16 MHz (Am386DX)
  - 20 MHz (Am386DX und Am386DXL)
  - 25 MHz (Am386DX, Am386DXL und Am386DXLV)
  - 33 MHz (Am386DX, Am386DXL und Am386DXLV)
  - 40 MHz (Am386DX und Am386DXL)

### Am386SX/SXL/SXLV

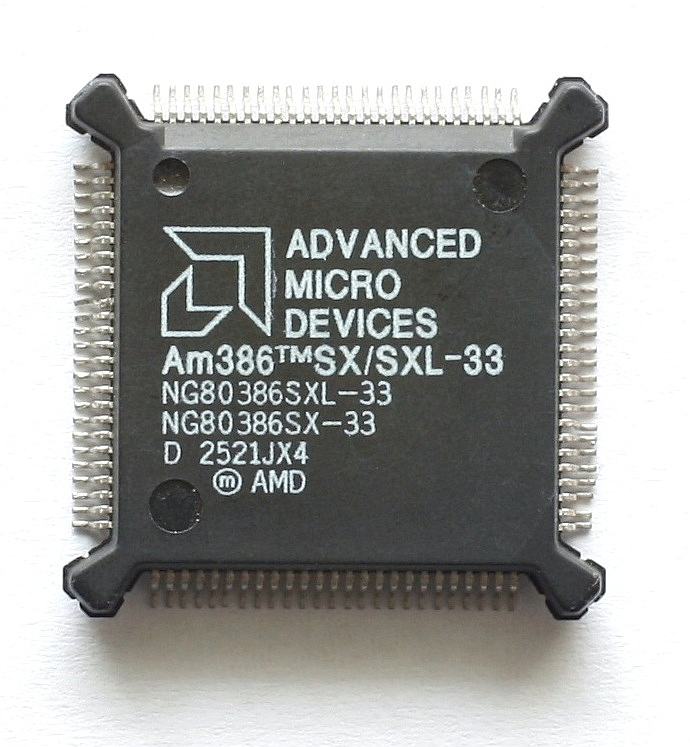
Am386SX/SXL

Der Am386SX entspricht vollständig dem Intel i386SX.
Technische Daten
- Am386SXL: Low-Power-Variante mit Standby-Mode und static clock/static core (minimale Taktfrequenz bis 0 MHz)
- Am386SXLV: Low-Voltage-Variante mit zusätzlichem System Management Mode, sonst wie Am386SXL
- L1-Cache: nicht vorhanden
- L2-Cache: nicht vorhanden
- Bauform: PQFP mit 100 Pins
- Betriebsspannung (VCore):
  - Am386SX und Am386SXL: 5V
  - Am386SXLV: 3,3V bis 5V
- Erscheinungsdatum:
  - Am386SX und Am386SXL: Juli 1991
  - Am386SXLV: Oktober 1991
- Fertigungstechnik: 0,8 µm
- Die-Größe: 104 mm² bei 275.000 Transistoren
- Taktraten:
  - 16 MHz (Am386SX)
  - 20 MHz (Am386SX, Am386SXL und Am386SXLV)
  - 25 MHz (Am386SX, Am386SXL und Am386SXLV)
  - 33 MHz (Am386SX, Am386SXL und Am386SXLV)
  - 40 MHz (Am386SX und Am386SXL)

### Am386DE
Embedded-Version des Am386DX.

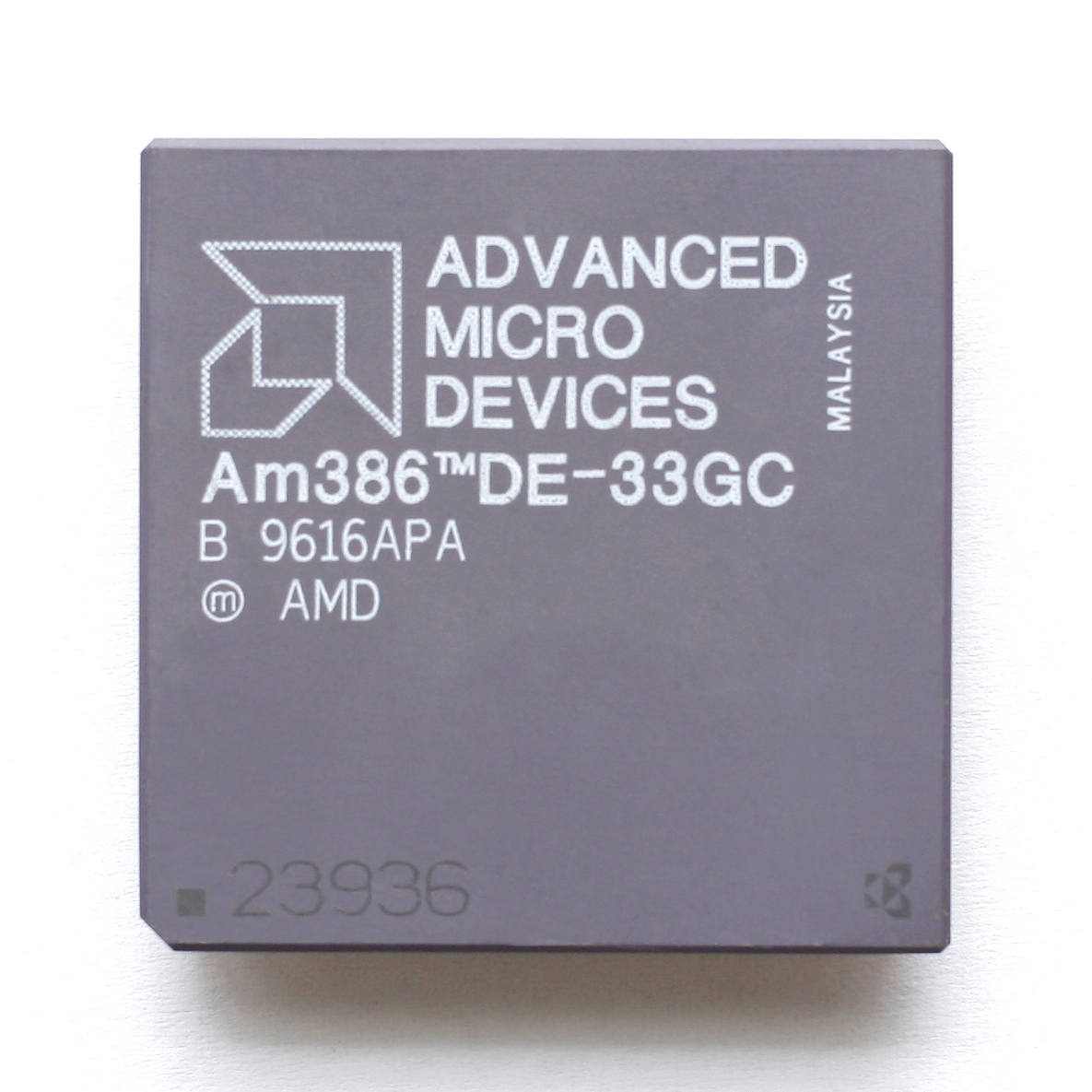
Am386DE

Diese CPU gehört zur AMD Embedded E86-Familie.
Technische Daten
- L1-Cache: nicht vorhanden
- L2-Cache: nicht vorhanden
- Bauform: PQFP mit 132 Pins und PGA
- Betriebsspannung (VCore): ?
- Erscheinungsdatum: 1995
- Fertigungstechnik: ?
- Die-Größe: ?
- Taktraten: 25 und 33 MHz

### Am386SE
Embedded-Version des Am386SX.
Diese CPU gehört zur AMD Embedded E86-Familie.
Technische Daten
- L1-Cache: nicht vorhanden
- L2-Cache: nicht vorhanden
- Bauform: PQFP mit 100 Pins
- Betriebsspannung (VCore): ?
- Erscheinungsdatum: 1995
- Fertigungstechnik: ?
- Die-Größe: ?
- Taktraten: 25 und 33 MHz